# Hadj M'hamed El Anka
Hadj M'hamed El Anka (vero nome Aît Ouarab Mohamed Idir Halo; Algeri, 20 maggio 1907 – Algeri, 23 novembre 1978) è stato un cantante algerino di lingua madre berbera.
Nato da una famiglia modesta di origine cabila, dopo aver finito di studiare ha iniziato a cantare.
Le sue canzoni parlano della sua lingua, della giustizia, di politica e della natura.